# Armeni (okręg Sybin)
Armeni – wieś w Rumunii, w okręgu Sybin, w gminie Loamneș. W 2011 roku liczyła 608 mieszkańców.